# Publi Nasó
Publi Nasó (en llatí Publius Naso) va ser un magistrat romà del segle i aC.
Va ser pretor l'any 44 aC i probablement és el mateix personatge que també va ser àugur i consta com a tal el 45 aC. Ciceró el descriu com a omni carens cupiditate («sense cap ambició personal»).